# Canon EOS R
Die EOS R ist eine spiegellose Systemkamera von Canon. Sie wurde Oktober 2018 in den Markt eingeführt und war Canons erste spiegellose Kamera mit einem Vollformatsensor (35 mm entsprechend); sie war damit der Grundstein für das EOS-R-Kamerasystem. Bei Einführung lag die unverbindliche Preisempfehlung bei 2.520 Euro.

## Kamera
Die Kamera baut in ihrer Architektur auf der Profi-DSLR EOS 5D Mark IV auf, die ebenfalls eine effektive Auflösung um die 30 Megapixel hat. Jedoch ist die spiegellose EOS R leichter, kleiner und mit einer besseren bildgebenden Software ausgestattet.
Das Modell EOS R hat einen eingebauten OLED-Sucher mit 1,27 cm (0,5 Zoll) Bilddiagonale, einem Seitenverhältnis von 4:3 und einer Auflösung von 1280 × 960 Pixeln. Das Display im Seitenformat 3:2 hat eine Auflösung von 1024 × 684 Pixeln und kann ausgeklappt und dann fast komplett um die eigene Achse gedreht werden.
Wie die EOS 5D Mark IV hat die Kamera einen Dual-Pixel-Sensor. Alle Bildpunkte des Sensors werden durch zwei einzelne Photodioden aufgenommen, die jeweils ein eigenes Signal ausgeben. Die EOS R hat über 5.650 Autofokus-Punkte. Durch die zusätzlich gewonnenen Daten ist es laut Hersteller möglich, den Fokus anzupassen, das Bokeh einer Aufnahme nachträglich zu verlagern und Streulicht zu reduzieren. Nachteilig ist, dass Dual-Pixel-RAWs mit etwa 65 MB pro Bild deutlich größer als normale RAW-Bilder gespeichert werden und die Serienbildgeschwindigkeit einbricht. Die Dual Pixel-RAWs können ausschließlich in der Canon-eigenen Software DPP als solche bearbeitet werden.
Für das Gehäuse verwendet Canon eine Magnesiumlegierung.

### Objektivanschluss
Mit dem Modell wurde von Canon das RF-Objektivbajonett eingeführt. Herstellerseitig wurden zu Beginn vier Objektive mit diesem Anschluss angeboten. Das System ist rückwärtskompatibel zu Canon EF-Objektiven, für deren Einsatz an EOS-R-Kameras ein beim Hersteller erhältlicher Adapter nötig ist.

## Variante Canon EOS Ra
Am 6. November 2019 veröffentlichte Canon die Kamera-Variante EOS Ra als Version mit einem modifizierten IR-Filter. Wie bei anderen Kameramodellen (z. B. EOS 20Da und 60Da) ist die Kamera im Infrarotbereich empfindlicher. Diese Eigenschaft ist besonders für die Astrofotografie von Interesse.